# 岡田五作
岡田 五作（おかだ ごさく、1900年3月28日 - 1977年12月23日）は日本の牧師。日本聖書神学校の創設者で初代校長。長年牧会活動と神学教育に従事した。

## 生涯
福井県足羽郡出身。1916年に受洗。1928年(昭和3年)に青山学院神学部を卒業後に、1928年より3年間アメリカに留学して、プリンストン大学などに学び、修士号を取得する。1931年(昭和6年)に帰国して、3月19日日本福音教会の田園調布教会の初代牧師に任命された。1941年(昭和16年)に日本基督教団に参入して、日本基督教団所属の牧師になる。
太平洋戦争直後に1946年(昭和21年)10月から1948年(昭和23年)10月まで、日本基督教団書記を務める。
戦後、荒廃した祖国を復興させるには同胞の救霊が先行すると考え、伝道者育成と信徒の教育の必要性から、金井為一郎、藤田昌直、小林寿、L. E. スウィート、ジョゼフ・M.ゴールド、アンドリュー・J.ペイトらと共に、1945年(昭和20年)に日本聖書神学校を設立し、学監に就任。初代校長金井為一郎の急逝により、1963年(昭和38年)10月から1973年(昭和48年)3月まで校長を務めた。1972年(昭和47年)に田園調布教会を引退し、1977年(昭和52年)に死去する。

## 著書
- 『基督教と永生の問題』基督教思想叢書刊行会、1936年
- 『基督者の信仰 「使徒信経」と「主の祈」講解』新生堂 1939
- 『新約聖書の使信』新生堂 1939
- 『基督教と來世』日本基督教團出版事業部 新日本建設叢書 1949
- 『ヨハネ伝福音書』日本基督教青年会同盟 YMCA聖書輪読テキスト 1953
- 『キリスト者の信仰・信仰告白講解説教』教文館、1966年
- 『説教ノート ヨハネによる福音書』日本聖書神学校出版部 J.B.S.シリーズ 1972
- 『説教ノート・ヘブル人への手紙:主の祈り』日本聖書神学校、1977年
- 『説教ノート・使徒行伝・エペソ人への手紙』日本聖書神学校、1981年
- 『説教ノート マルコによる福音書』日本聖書神学校 J.B.S.シリーズ 1978
- 『説教ノート・コリント人への手紙:教会暦における説教』日本聖書神学校、1983年

### 訳書
- H.エミール・ブルンネル『危機の神学』新生堂 1931
- ルードルフ・ゾーム『基督教会史論』新生堂 1932
- ジョン・グレッサム・メイチェン『歴史と信仰』一粒社、1932
- ケンネス・スコット・ラトウレット編『福音と教会と世界』逍遥書院 1950
- 『聖アウグスティヌス』ウイリアム・R.キャノン 編 日本基督教協議会文書事業部 教養文庫 1958
- A・M・ハンター『史的イエスと福音書』川島貞雄共訳 教文館 聖書の研究シリーズ 1976